# Baltonsborough
Baltonsborough est un village et une paroisse civile du Somerset, en Angleterre. Il est situé à une douzaine de kilomètres au sud-ouest de la ville de Glastonbury. Administrativement, il relève du district de Mendip. Au moment du recensement de 2011, il comptait 864 habitants.
Le village abrite deux monuments classés de Grade I : son église du XVe siècle, et The Gatehouse, une maison du XVIe siècle au toit de chaume.